# Hugh Childers
Hugh Culling Eardley Childers (25. června 1827, Londýn, Anglie – 29. ledna 1896, Londýn, Anglie) byl britský státník druhé poloviny 19. století. Po mládí stráveném v Austrálii patřil k vlivným poslancům Dolní sněmovny za Liberální stranu. V různých funkcích byl členem několika vlád, byl ministrem námořnictva (1868–1871), války (1880–1882), financí (1882–1885) a vnitra (1886).

## Životopis

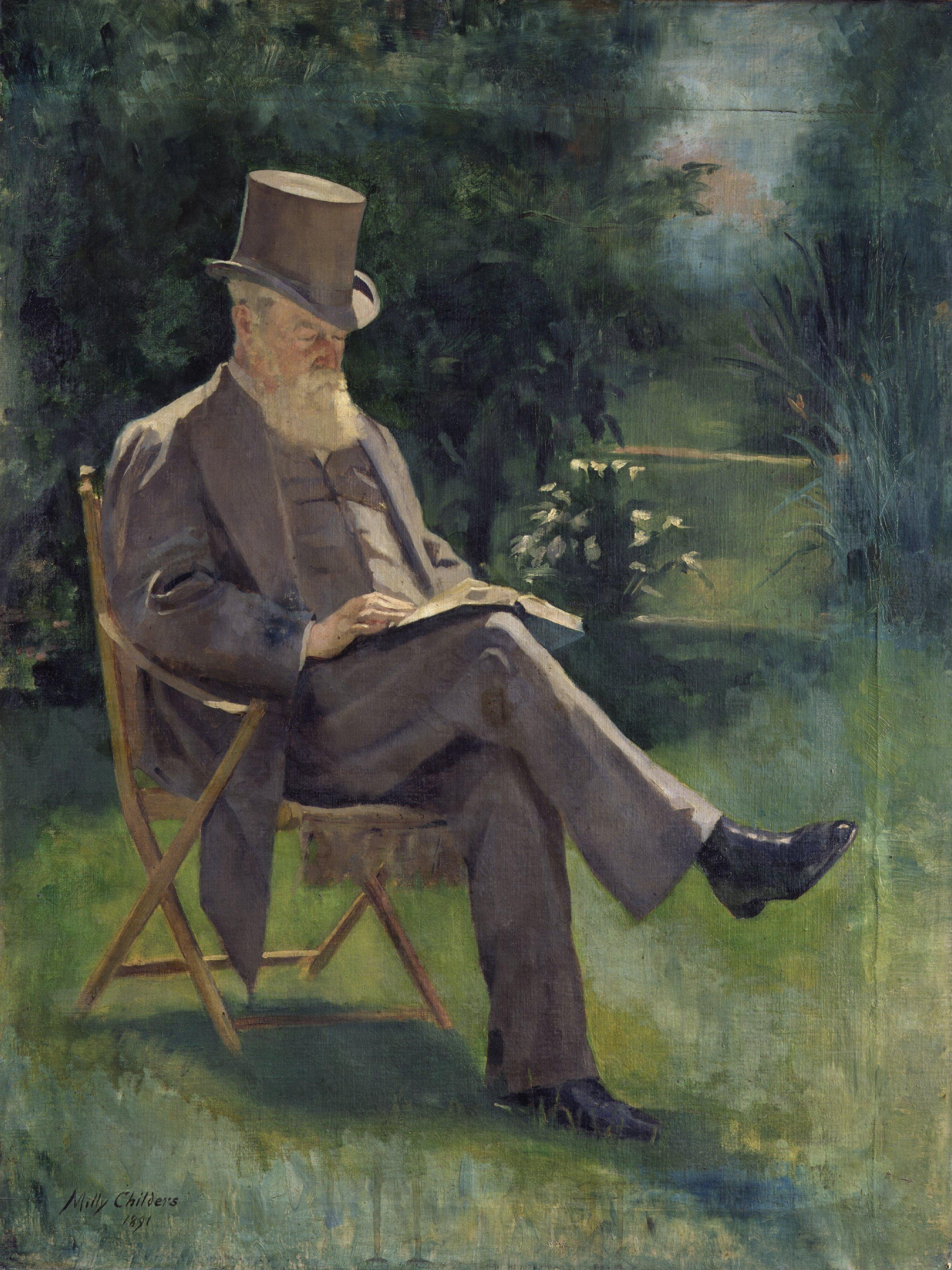
Portrét Hugha Childerse od jeho dcery Milly Childers (1891; Národní portrétní galerie)

Byl synem reverenda Eardleye Walbanke-Childerse (1799–1830). Původně studoval v Oxfordu, nakonec absolvoval v Cambridge. V roce 1850 odjel do Austrálie, kde se brzy prosadil jako poslanec parlamentu v provincii Victoria, uplatnil se také v místní státní správě a byl i prvním prorektorem nově založené univerzity v Melbourne. V roce 1857 se vrátil do Anglie a v letech 1860–1892 byl poslancem Dolní sněmovny, kde se brzy zařadil mezi přední řečníky Liberální strany. V Palmerstonově vládě zastával funkce civilního lorda admirality (1864–1865) a státního podtajemníka na ministerstvu financí (1865-1866). V první Gladstonově vláde byl jmenován ministrem námořnictva (první lord admirality; 1868–1871), od roku 1868 byl zároveň členem Tajné rady. V námořnictvu nastolil přísný úsporný program, pro který byl značně kritizován a z vlády předčasně odešel. Na funkci prvního lorda admirality rezignoval 9. března 1871 a o dva týdny později jej nahradil G. J. Goschen. Childers zůstal mimo vládu, ale po odchodu markýze Dufferina do Kanady převzal v roce 1872 úřad lorda kancléře vévodství lancasterského, zároveň se stal generálním intendantem armády. Z obou těchto postů musel znovu odstoupit v září 1873. Po roce 1874 byl v parlamentu mluvčím opozice proti Disraeliho vládě, v letech 1879–1880 byl místopředsedou státní komise pro námořní obranu kolonií.
Po vítězství liberálů ve volbách v roce 1880 byl znovu povolán do vlády, víceméně proti své vůli i přes odpor královny Viktorie převzal funkci ministra války (1880–1882). Přijal zodpovědnost za provádění reforem v armádě, vynikl také svým energickým postupem v době počínající války v severní Africe. Místo premiéra Gladstona převzal v roce 1882 funkci kancléře pokladu (ministr financí). Na této pozici setrval tři roky do roku 1885, kdy jím předložený rozpočet způsobil rezignaci Gladstonova kabinetu. Ve třetí Gladstonově vládě byl v roce 1886 ministrem vnitra. I poté zůstal aktivní jako poslanec Dolní sněmovny a ještě krátce před smrtí byl předsedou státní komise pro urovnání finančních vztahů mezi Anglií a Irskem (1894–1896).
Byl dvakrát ženatý, z prvního manželství s Emily Walker měl osm dětí, synové sloužili v armádě, u námořnictva a v diplomacii.
K jeho vzdálenému příbuzenstvu patřil Erskine Hamilton Childers (1905–1974), prezident v Irsku (1973–1974).